# Sonia Meddeb
Sonia Meddeb (arabe : سنية المؤدب) est une actrice tunisienne connue pour avoir joué le rôle de Hasna dans la série télévisée Kamanjet Sallema.

## Filmographie

### Cinéma
- 1994 : Les Silences du palais de Moufida Tlatli
- 1996 : Tourba (court métrage) de Moncef Dhouib
- 2000 : La Saison des hommes de Moufida Tlatli

### Télévision
- 1992 : Liyam Kif Errih de Slaheddine Essid : Faten
- 1993 : Warda de Hamadi Arafa
- 1994 : Amwej de Slaheddine Essid : Sana
- 1995 : Habbouni wedalalt de Slaheddine Essid : Dorra
- 1997 : Bab Elkhoukha d'Abdeljabbar Bhouri : Sawsen
- 2007 : Kamanjet Sallema de Hamadi Arafa : Hasna
- 2008-2012 : Maktoub (saisons 1-3) de Sami Fehri : Khadija
- 2010 : Casting de Sami Fehri
- 2015 : Histoires tunisiennes de Nada Mezni Hafaiedh
- 2016 : Bolice 2.0 de Majdi Smiri
- 2017 : Lemnara d'Atef Ben Hassine
- 2018 : Nsibti Laaziza de Slaheddine Essid et Younes Ferhi (invitée d'honneur des épisodes 16 et 17 de la saison 8) : Zohra
- 2019 : Kesmat Wkhayen de Sami Fehri

### Vidéos
- 2015 : spot promotionnel pour l'association Tunespoir, réalisé par Madih Belaïd[2]